# Münster (Tirol)
Münster ist eine Gemeinde mit 3604 Einwohnern (Stand 1. Jänner 2024) im Gerichtsbezirk Rattenberg, Bezirk Kufstein in Tirol (Österreich).

## Geografie

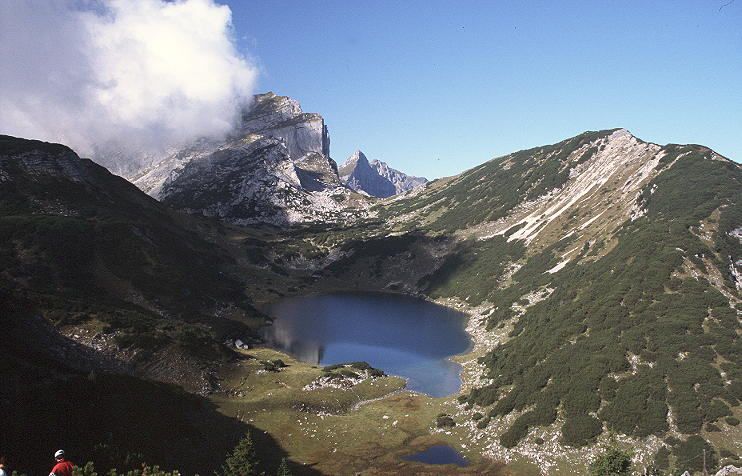
Zireiner See vor der Ostwand der Rofanspitze

Münster liegt im unteren Inntal und wird im Süden vom Inn begrenzt, nur im Südosten reicht das Gemeindegebiet über den Fluss. Von dem in 520 Meter Seehöhe liegenden Ufer steigt das Land nach Norden auf über 2000 Meter im Rofangebirge an. Die höchsten Gipfel sind Vorderes Sonnwendjoch (2224 m), Roßkopf (2257 m), Rofanspitze (2259 m) und Rofanturm (2150 m). In einer Höhe von 1800 Meter liegt der Zireiner See.
Die Gemeinde hat eine Fläche von 28 Quadratkilometer. Davon werden 16 Prozent landwirtschaftlich genutzt, 44 Prozent sind bewaldet, jeweils 18 Prozent Almen und Hochgebirge.

### Gemeindegliederung
Die Gemeinde besteht aus einer einzigen Katastralgemeinde bzw. Ortschaft. Weitere Ortsteile sind:
| - Aichach - Asten - Bachleiten - Dorf - Entgasse - Frax | - Gröben - Grünsbach - Habach - Haus - Hof - Höllenstein | - Hueb - Kronbichl - Lindenfeld - Oberdorf - Zaussach - Zoblau |

Dazu kommen die auf der gegenüberliegenden Innseite die Schlösser Lichtenwerth und Lipperheide.

### Nachbargemeinden
Umschlossen wird Münster von vier im Bezirk Schwaz liegenden und zwei im Bezirk Kufstein liegenden Nachbargemeinden.
| Eben am Achensee    | Steinberg am Rofan                          | Kramsach            |
| Wiesing             | Kompassrose, die auf Nachbargemeinden zeigt |                     |
| Strass im Zillertal |                                             | Reith im Alpbachtal |

## Geschichte
Beim Weiler Asten gab es bereits um die Zeitenwende eine Siedlung. Die weitere Besiedlung fand im 6. Jahrhundert von Bayern aus statt. Dabei wurden die Weiler Haus, Münster, Griesbach, Hueb und Hof gegründet. Schon um 600 war Münster eine eigenständige Pfarre. Im folgenden Jahrhundert entstand an der Stelle der heutigen Pfarrkirche ein Kloster. Von dem lateinischen Wort monasterium (Kloster) leitet sich auch der Gemeindename ab.
Der Ort ist in einer Urkunde von 1257 als Mvonster ersturkundlich genannt.
Bereits in der zweiten Hälfte des 12. Jahrhunderts wurde die Wasserburg Lichtenwerth am Inn erbaut. Urkundliche Erwähnungen finden sich zwischen 1212 und 1242 über einen „Rudolfus de Liehtenwerde“, der vermutlich ein Dienstmann der Freundsberger war. Im Jahr 1410 belagerten bayrische Truppen mehrere Wochen lang die Burg, konnten sie aber nicht einnehmen. Im Jahr 1468 verkauften die Freundsberger das Anwesen an den Kammermeister des Herzogs Sigismund (der Münzreiche). Im 15. Jahrhundert veränderte der Inn sein Bett und die Burg verlor ihren natürlichen Schutz. In der Zeit 1715 bis 1723 wurden Teile barockisiert, der ursprüngliche große Saal in mehrere Zimmer unterteilt. Im Jahr 1879 erwarben die Freiherren Inama-Sternegg die Burg und bewohnen sie bis heute.

### Bevölkerungsentwicklung
| Münster: Einwohnerzahlen von 1869 bis 2024          | Münster: Einwohnerzahlen von 1869 bis 2024 | Münster: Einwohnerzahlen von 1869 bis 2024 | Münster: Einwohnerzahlen von 1869 bis 2024 | Münster: Einwohnerzahlen von 1869 bis 2024 |
| --------------------------------------------------- | ------------------------------------------ | ------------------------------------------ | ------------------------------------------ | ------------------------------------------ |
| Jahr                                                |                                            |                                            |                                            | Einwohner                                  |
| 1869                                                | 1869                                       |                                            | 671                                        | 671                                        |
| 1880                                                | 1880                                       |                                            | 747                                        | 747                                        |
| 1890                                                | 1890                                       |                                            | 741                                        | 741                                        |
| 1900                                                | 1900                                       |                                            | 773                                        | 773                                        |
| 1910                                                | 1910                                       |                                            | 769                                        | 769                                        |
| 1923                                                | 1923                                       |                                            | 829                                        | 829                                        |
| 1934                                                | 1934                                       |                                            | 917                                        | 917                                        |
| 1939                                                | 1939                                       |                                            | 901                                        | 901                                        |
| 1951                                                | 1951                                       |                                            | 1.064                                      | 1.064                                      |
| 1961                                                | 1961                                       |                                            | 1.219                                      | 1.219                                      |
| 1971                                                | 1971                                       |                                            | 1.631                                      | 1.631                                      |
| 1981                                                | 1981                                       |                                            | 2.044                                      | 2.044                                      |
| 1991                                                | 1991                                       |                                            | 2.346                                      | 2.346                                      |
| 2001                                                | 2001                                       |                                            | 2.724                                      | 2.724                                      |
| 2011                                                | 2011                                       |                                            | 3.025                                      | 3.025                                      |
| 2021                                                | 2021                                       |                                            | 3.494                                      | 3.494                                      |
| 2024                                                | 2024                                       |                                            | 3.604                                      | 3.604                                      |
| Quelle(n): Statistik Austria, Gebietsstand 1.1.2021 |                                            |                                            |                                            |                                            |

## Kultur und Sehenswürdigkeiten
- Burg Lichtenwerth
- Schloss Neumatzen

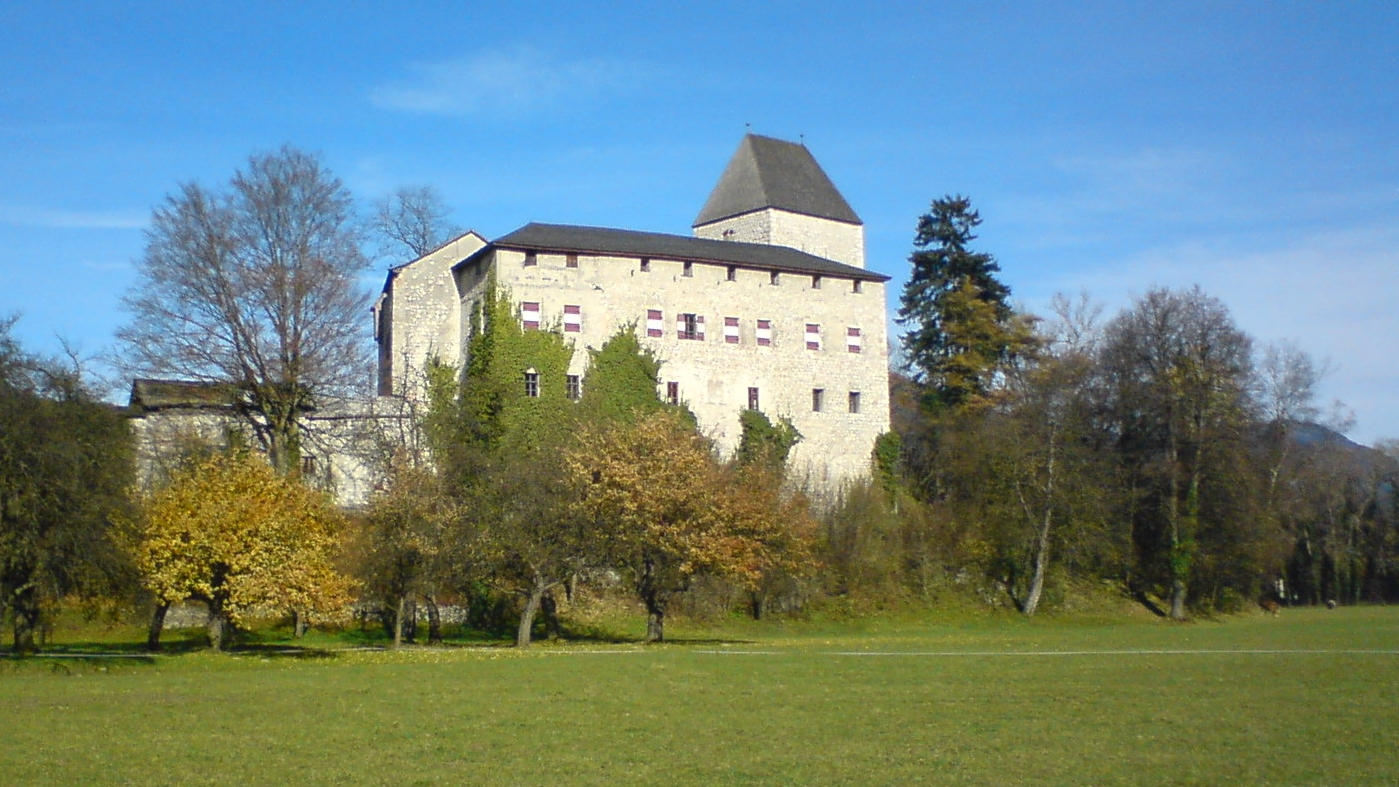
Burg Lichtenwerth

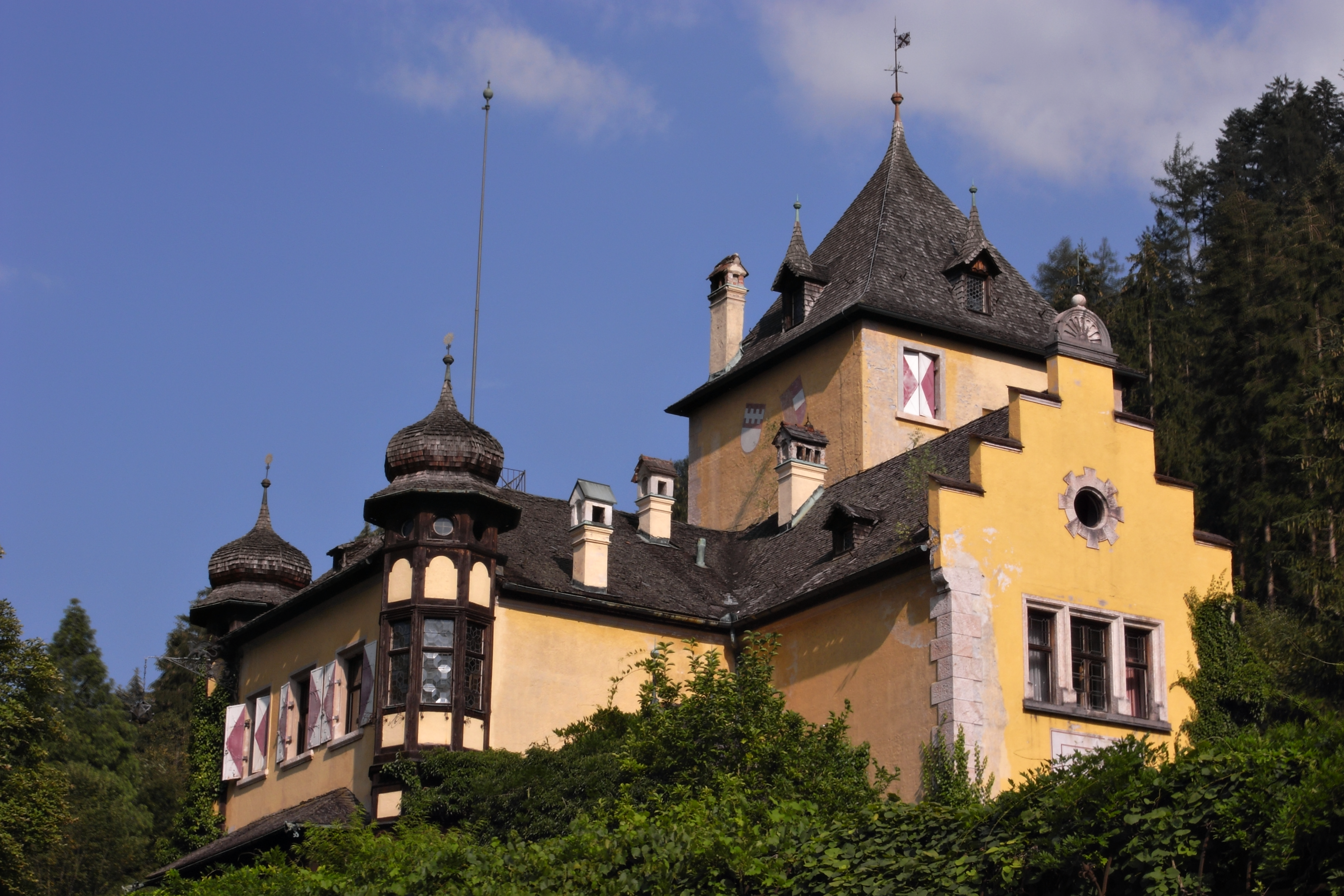
Schloss Neumatzen

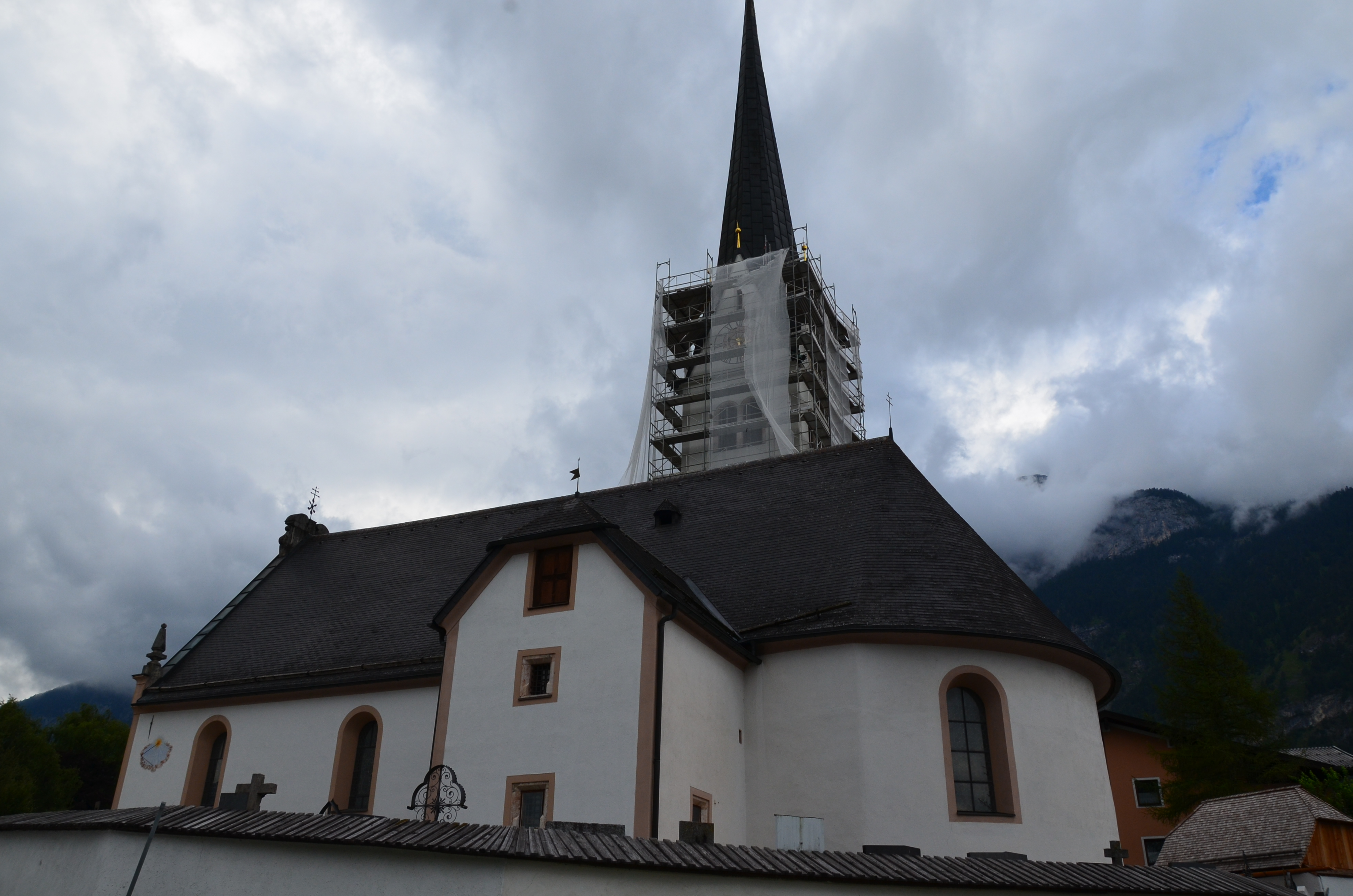
Pfarrkirche Münster

- Katholische Pfarrkirche Münster Unsere Liebe Frau Mariä Himmelfahrt

## Wirtschaft und Infrastruktur
Die wichtigsten Erwerbsquellen sind der Tourismus und die Landwirtschaft.
Am rechten Innufer sitzen Rieder"s Quellenbetriebe GmbH, ein Abfüllbetrieb für Mineralwasser. Hier wird seit 1973 Mineralwasser der Marke Astoria abgefüllt, es stammt aus der nahebei beim Schloss Matzen artesisch zu Tage tretenden Astoria Quelle.
Seit 2011 hat Münster eine Reha-Klinik für Neurologie, Herz-Kreislauf, Lunge und Onkologie.

## Politik

### Gemeinderat
Der Gemeinderat besteht aus 15 Mandataren.
| Partei                                                        | 2022  | 2022    | 2016  | 2016    | 2010  | 2010    |
| Partei                                                        | %     | Mandate | %     | Mandate | %     | Mandate |
| ------------------------------------------------------------- | ----- | ------- | ----- | ------- | ----- | ------- |
| Team Für Münster - Für Bürgermeisterkandidat Thomas Mai (TFM) | 44,36 | 7       |       |         |       |         |
| Zukunft Münster (ZUM)                                         | 18,91 | 3       | 16,26 | 2       |       |         |
| Menschen Freiheit Grundrechte (MFG)                           | 16,72 | 2       |       |         |       |         |
| Für ein starkes Münster Team Stefan Schrettl (SCHRETTL) 1)    | 11,44 | 2       | 15,16 | 2       |       |         |
| Bürger für Münster (BFM)                                      | 8,57  | 1       | 10,37 | 1       | 12,83 | 2       |
| Team Werner Entner                                            |       |         | 49,00 | 9       |       |         |
| FPÖ – Die Tiroler Freiheitlichen                              |       |         | 9,21  | 1       | 9,55  | 1       |
| Unabhängige Fortschrittliche Liste Werner Entne               |       |         |       |         | 38,87 | 6       |
| Sozialdemokratische und Parteifreie Liste Münster             |       |         |       |         | 19,38 | 3       |
| Tiroler Volkspartei Münster                                   |       |         |       |         | 19,38 | 3       |

1) Die Partei trat 2016 unter dem Namen „Wir stehen für Münster Team Hubert Schrettl“ an.

### Bürgermeister
- 19??–1992 Johann Praxmarer
- 1992–2022 Werner Entner
- seit 2022 Thomas Mai

### Wappen und Flagge
Am 11. April 1972 wurde Münster ein Gemeindewappen verliehen.

Die Blasonierung lautet:
„In einer goldenen Spitze eine Tänzerin mit rotem Obergewand und schwarzem Rock, in den schwarzen Feldern je ein goldener Handschuh.“
Dies soll an den Münsterer Handschuhtanz, einen einzigartigen Tiroler Brauch erinnern; jährlich wurde am Pfingstmontag auf der Tegerwiese um den Preis eines Paares Handschuhe die schönste und beste Tänzerin gewählt. 1556 wurde wegen der allgemeinen politischen und zivilen Umstände das seit alters her gefeierte Tanzfest verboten.

Die Farben der Gemeindeflagge sind gelb und schwarz.

## Persönlichkeiten
- Ferdinand Sterzinger, (1721–1786), Theologe
- Matthäus Nagiller (1815–1874), Komponist und Dirigent
- Karl Niedrist (1863–1926), Reichsratsabgeordneter; Abgeordneter zum Österreichischen Nationalrat (bis 1926)
- Johann „Hans“ Fiechtl (1884–1925), Alpinist und Bergführer, Erfinder des Fiechtlhakens
- Inge Höck (1922–2014), Malerin
- Manfred Gamper, Skibobfahrer (Weltmeister)
- Eva-Maria Brem (* 1988), ehemalige Skirennläuferin (Olympiateilnehmerin 2010)
- Manuel Moser (* 1997), Sportschütze (Weltmeister 2014)
- Patrick Gamper (* 1997), Radrennfahrer

Ehrenbürger
- 1861 Johann Hasslwanter, Landeshauptmann
- 1920 Ludwig Kögl, Ökonomierat
- 1920 Joswef Obkircher, Pfarrer
- 1924 Karl Niedrist, nationalrat
- 1934 Kurt Schuschnigg, Bundeskanzler
- 1934 Ernst Rüdiger von Starhemberg, Vizekanzler
- 1935 Franz Stumpf, Landeshauptmann
- 1935 Otto Habsburg
- 1956 Martin Wex, Schulleiter
- 1992 Johann Praxmarer, Altbürgermeister
- 1998 Walter Philipp, Bezirkshauptmann
- 1998 Siegfried Mair, Vizebürgermeister